# Aonidia crenulata
Aonidia crenulata är en insektsart som beskrevs av Green 1900. Aonidia crenulata ingår i släktet Aonidia och familjen pansarsköldlöss. Inga underarter finns listade i Catalogue of Life.